# Борець (Гомельський район)
Борець (біл. Барэц) — селище в Терешковицькій сільраді Гомельського району Гомельської області Білорусі.

## Географія

### Розташування
У 12 км на південь від Гомеля, 10 км від залізничної станції Уть (на лінії Гомель — Чернігів).

## Гідрографія
На річці Сож (притока ріки Дніпро).

## Населення

### Чисельність
- 2004 — 11 господарств, 22 жителі.